# Suez
Suez (Arabisch: السويس , as-Suways) is een havenstad in Egypte, gelegen aan de Golf van Suez en de zuidelijke monding van het Suezkanaal. De stad heeft 478.553 inwoners (2004). Tijdens de Zesdaagse Oorlog in 1967 is Suez voor een groot deel verwoest. Na de heropening van het Suezkanaal in 1975 is de stad herbouwd met steun van onder meer Koeweit en Saoedi-Arabië.

## Partnerstad
- Skopje (Noord-Macedonië), sinds 1985[1]